# Рафаел Леваковић
Рафаел Леваковић је хрватски католички духовник и књижевник из 17. века. Леваковић је био активан католички мисионар међу православнима и поставио је темеље словенске католичке литургије на латинском, као и католичке пропаганде у српским земљама.
Фрањевац. Године 1626. био је у Риму и одмах приступио Конгрегацији за пропаганде вере. Одмах је деловао као присталица идеја Брестовске уније, а посебно наметања латинице уместо ћирилице, а посебно уклањања босанчица из српске књижевности на Балкану. Међутим, Леваковић је, очигледно вођен домољубним осећањима, одлучио да уједини хрватску глагољашку традицију, што се Папинству није допало. Одлучио је да на основу реформисаног латинског требника за православне припреми и изда глагољски буквар и требник (мисал). Курија, пак, планира да изда бревијар, обред, катихизис са речником и граматиком црквенословенског језика.
Године 1637. Фердинанд III, цар Светог римског царства, именовао га је за смедеревског епископа, али папа није потврдио избор. Године 1638. радио је у Бечу у вези са иницијативом Османлија да католицима врате Света места у Палестини. Затим је у Мађарској и Бугарској покушао да успостави независност фрањевачког реда. У Бугарску је стигао да реши проблеме између фрањевачке мисије, која је била у притвору, и софијског бискупа Илије Маринова, који живи у католичком центру Ћипровци. Леваковић је стигао у Чипровце као комесарски визитатор и израдио посебан статут за регулисање бугарске кустодије, који има за циљ јачање дисциплине католичког свештенства у Бугарској или католичка пропаганда у бугарским земљама.
У наредним годинама покушао је да постане „епископ влаха“ (тј. православних) на територији данашње Хрватске. Године 1642. вратио се у Рим и наставио да обавља послове Конгрегације за пропаганде вере. Леваковић се интензивно бави историјским компилацијама, попут свог учитеља Фрање Главинића (1585-1652). Слободно је преписивао и мењао историјске изворе и направио ново издање Дукљанске хронике и Historia Salonitana Томе Архиђакона. Одржава ћириличку преписку млетачког провидура. Леваковић сматра Хрвате аутохтоним народом на Балкану, идентичним Илирима, а да је аутор глагољице Јероним.
С друге стране, Леваковић сматра да је руски језик у то време, уз исправке и измене, могао постати заједнички језик свих Словена. Духовни је учитељ Јурја Крижанића.
Године 1647. постављен је за титуларног охридског архиепископа католичке вероисповести, али никада није крочио у Охрид, јер је схватао да ће га тамошњи Бугари тући и да ће паша морати да га спасава.
Он је аутор „Schismatis destructio ad reducendos et uniendos cum Romano Pontifice schismaticos“ — „За уништењу
шизме и сједињењу шизматика са римском Црквом”.
Доживео је Ужгородску унију.